# Robbie Robertson
Jaime Royal "Robbie" Robertson, OC (født 5. juli 1943, død 9. august 2023) var en canadisk musiker, sangskriver, filmmusikkomponist, producer, skuespiller og forfatter. Robertson var bedst kendt for sin karriere som leadguitarist og sangskriver i The Band og for sin solokarriere som musiker.
Robertson er optaget i Rock and Roll Hall of Fame og den canadiske Music Hall of Fame som et medlem af The Band. Han er medtaget som nr. 59 på Rolling Stone magazines liste over de 100 bedste guitarister. Som sangskriver er Robertson bl.a. krediteret for at have skrevet "The Weight", "The Night They Drove Old Dixie Down", "Up on Cripple Creek" indspillet af The Band.
Som producer og komponist af filmmusik er Robertson kendt for sit samarbejde med instruktøren Martin Scorsese, der blev grundlagt med koncertfilmen The Last Waltz (1978) og blev fortsat med en række dramafilm, bl.a. Raging Bull (1980) og Casino (1995).

## Discografi (soloalbum)
- Robbie Robertson (1987)
- Storyville (1991)
- Music for the Native Americans (1994)
- Contact from the Underworld of Redboy (1998)
- The Best of Robbie Robertson: 20th Century Masters (2006)
- How to Become Clairvoyant (2011)
- Testimony (2016)